# Castell de Montfalcó (les Oluges)
El castell de Montfalcó es troba encimbellat dalt d'un turó que domina la confluència de la riera de Vergós amb el riu Sió al nord-est de Cervera i dins de Montfalcó Murallat, entitat de població agregada al municipi de les Oluges.

## Història
El Castell de Montfalcó, a la vila closa de Montfalcó Murallat (la Segarra), fou bastit possiblement a mitjan segle xi, quan va ser conquerida la confluència del Vergós amb el riu Sió i repoblada per Bernat, comte de Berga, integrant-se el castell a la marca del comtat de Cerdanya. El castell feudal de Montfalcó s'esmenta l'any 1043 (Monte Falconi). Molt probablement Montfalcó va estar en un principi sota l'alt domini dels comtes de Cerdanya que l'infeudaren a diversos nobles. L'any 1079 era senyor del castell Ramon Miró i el 1095 Dalmau Bernat vescomte de Berguedà en nom de Guillem Ramon, comte de Cerdanya. El 1135 Guillem de Berguedà prestà homenatge a Ramon Berenguer IV per aquest castell i d'altres.
En la segona meitat del segle xii, es documenta el castell en el testament sacramental de Berenguer d'Altés (1157): "ipso castro de Monte Falconis". També en un primer testament de Ramon de Cervera (1172) llegà, entre altres
possessions, el lloc i el castell al seu fill Guillem. Ramon de la Guàrdia, que tenia alguns drets sobre la fortalesa, els llega a la seva filla Berenguera (1179). Ramon de Cervera en un segon testament atorgat l'any 1182 ratificava el primer a favor del seu fill Guillem i, si aquest moria sense fills legítims, a la filla Timbor. L'any 1189, Ramon de Cervera torna a testar i llega Montfalcó a Marquesa, muller de Guillem de la Guàrdia qui, en testar l'any 1234, deixa el castell a Isabel de Torroja, esposa de Ramon Folc IV de Cardona. El castell va passar a formar part del vescomtat i més tard comtat i ducat de Cardona formant part de la batllia de Torà. Va romandre així fins a l'abolició dels senyorius a Espanya al segle xix.
Montfalcó fou una fortalesa molt preuada, tant per als sarraïns com per als cristians, i s'utilitzà en la defensa del país durant les guerres amb Pere I de Castella.

## Vila Closa de Montfalcó Murallat
Un exemple excepcional de vila closa és a dir, envoltada d'un mur perimetral (8 m d'alçada i 1 m d'amplada) edificat sobre el basament calcari natural del tossal, que es conserva en bastant bon estat i al qual s'adossaren interiorment les cases. Té una única porta d'accés, doble i d'arcs adovellats, a l'est que dona a la plaça central on encara es conserva la cisterna que emmagatzema aigua. La part porxada del nord-oest és la de major interès arquitectònic. El recinte murat, visible només a l'exterior, és format per carreus rectangulars units amb morter de calç que deixen de tant en tant un buit per a la bastida i alternen amb carreus quadrats.
La datació és difícil però, tenint en compte la gran superfície que encerclava, sembla plausible situar la construcció en un moment avançat de l'edat mitjana i no en els orígens del nucli habitat tot just després de la conquesta cristiana.